# Clauzadella
Clauzadella is een monotypisch geslacht van korstmossen dat behoort tot de familie Verrucariaceae van de ascomyceten. De bevat alleen Clauzadella gordensis.